# Ascochyta cypericola
Ascochyta cypericola är en svampart som beskrevs av R.K. Upadhyay, Kenfield, Strobel & W.M. Hess 1991. Ascochyta cypericola ingår i släktet Ascochyta, ordningen Pleosporales, klassen Dothideomycetes, divisionen sporsäcksvampar och riket svampar.   Inga underarter finns listade i Catalogue of Life.